# 森中小三郎
森中小三郎（もりなか こさぶろう、1942年8月8日 - 2020年12月27日）は、日本の実業家。元住友商事副社長。元成田国際空港株式会社社長（のち相談役）。滋賀県出身。

## 来歴
- 1965年3月 慶應義塾大学経済学部卒業
- 1965年4月 住友商事入社
- 1993年6月 取締役
- 1997年4月 常務取締役
- 2001年4月 専務取締役
- 2002年4月 取締役副社長
- 2003年4月 取締役　副社長執行役員
- 2005年6月 特別顧問
- 2007年6月 成田国際空港・代表取締役社長
- 2012年6月 同取締役兼執行役員　相談役
- 2013年6月 同相談役
- 2020年12月27日 東京都の病院で死去[1]78歳没

## 成田国際空港株式会社トップへの就任
2007年5月、日本国政府がめざす航空自由化に反対の立場だとして運輸事務次官経験者の黒野匡彦前社長を更迭した首相官邸（第1次安倍内閣）サイドにより、成田国際空港株式会社（NAA）2代目社長に抜擢された。民営化前の新東京国際空港公団時代も含め成田空港トップに民間人を起用したのは初めて。